# Bardowick
Bardowick è un comune mercato di 6.219 abitanti della Bassa Sassonia, in Germania.
Appartiene al circondario (Landkreis) di Luneburgo (targa LG) ed è parte della comunità amministrativa (Samtgemeinde) di Bardowick.

## Storia
La città fu menzionata per la prima volta nel 795 e fu elevata a città nel 972 da Ottone I del Sacro Romano Impero. Il suo nome deriva dai Longobardi, la tribù che l'ha fondata. Da lì iniziò la migrazione verso l'Italia sotto il re Alboino.
Nel 1146 viene menzionata per la prima volta la collegiata dei Santi Pietro e Paolo. Nel 1186, il principe vescovo di Verden, Tammo, concesse privilegi alla collegiata.
La città fu rasa al suolo, ad eccezione delle chiese, nel 1189 da Enrico il Leone. Fino ad allora, era stata la città commerciale più prospera della Germania settentrionale.
L'ex edificio della collegiata è oggi la chiesa luterana (in tedesco: Bardowicker Dom), costruita tra il 1389 e il 1485.